# Schlacht bei Barrosa
Bailén –  Roliça –Vimeiro – Saragossa (1808) – Burgos (Gamonal) – Medina de Rioseco – Espinosa –  Tudela – Somosierra – Saragossa (1809) – La Coruña – Torres Vedras – Valls – Braga – Oporto – María – Talavera – Ocaña – Gerona – Ciudad Rodrigo (1810) – Buçaco – Gévora – Barrosa – Badajoz (1811) – Fuentes de Oñoro – La Albuera – Tarragona (1811) – Sagunt (Murviedro) – Ciudad Rodrigo (1812) – Badajoz (1812) –  Majadahonda – Salamanca – García Hernández –  Venta del Pozo – Vitoria – 
Sorauren – San Sebastián – Bidassoa
Die Schlacht bei La Barrosa (auch Schlacht von Chiclana) war Teil der Napoleonische Kriege und fand am 5. März 1811 statt. Die verbündeten Engländer und Spanier versuchten, den französischen Belagerungsring um Cádiz aufzubrechen, sie griffen die französische Armee auf dem Cerro de la Cabeza del Puerco und Umgebung an und erreichten einen taktischen Sieg, der aber nicht ausgenutzt werden konnte. Trotz der Niederlage konnten die Franzosen die Belagerung von Cadiz weiterführen.

## Vorgeschichte

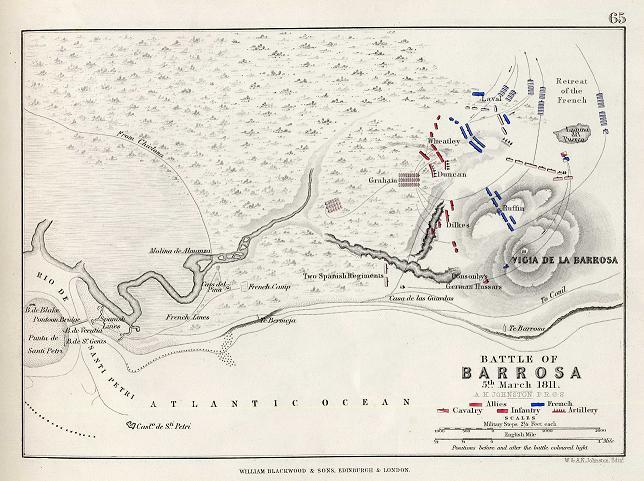

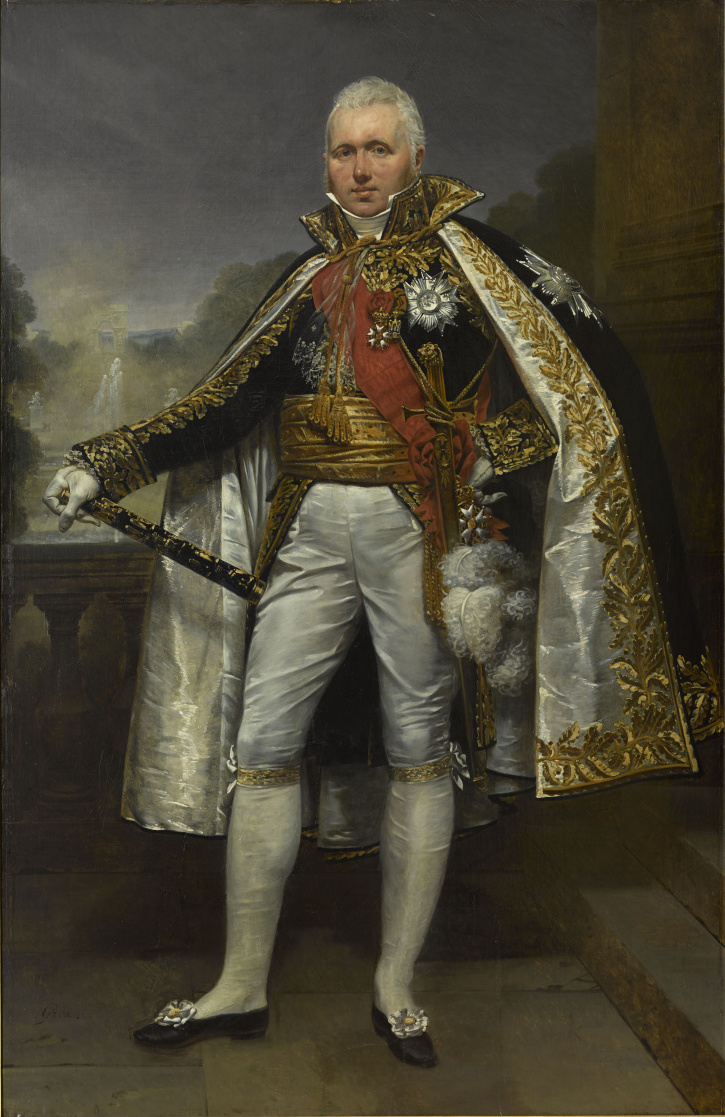
Claude Victor-Perrin

Cadiz wurde seit Januar 1810 von bis zu 25.000 Franzosen belagert, war aber in dieser Zeit vom Meer frei zugänglich und ausreichend mit Nachschub versorgbar. Der Herzog von Albuquerque folgte den Antrag der in Cadiz residierenden Junta und brachte etwa 8.000 Spanier nach Süden, um die Verteidigung der Stadt zu verstärken.
Anfang 1811 verfügte der französische Oberbefehlshaber Marschall Nicolas Soult im südlichen Spanien über drei Korps, von denen eines – unter General Mortier an der Grenze zu Portugal, die beiden anderen unter den Generalen Victor und Sebastiani in Andalusien standen.
Cadiz wurde im Frühjahr 1811 von etwa 18.000 Spaniern und 6.000 Briten verteidigt und von etwa 20.000 Franzosen unter General Victor belagert. Ab Mitte Februar reduzierte Soult die französischen Belagerungstruppen vor Cádiz, um ein Korps von 8000 Mann freizumachen, das zur Verstärkung der Cernierung von Badajoz abging. Die britischen und spanischen Truppen bemerkten die Verringerung der gegnerischen Truppen und planten darauf, die Belagerung von Cádiz zu durchbrechen. Während des Abzuges von Soults Einheiten in die Estremadura wurden 20.000 Engländer und Spanier auf der Insel Leon vereinigt. Der britische Befehlshaber in Cadiz, Thomas Graham plante, ein Expeditionskorps entlang der Küste etwa 100 km südlich von Cadiz zu landen und von hinten her in den Rücken der Stellungen Victors zu marschieren. Graham sah sich gezwungen, das Oberkommando des Expeditionskorps dem unfähigen spanischen General Manuel La Peña zu überlassen, weil dieser der ranghöhere Offizier war. General Zayas verblieb währenddessen mit 4.000 spanischen Soldaten in Cadiz und zur Sicherung der Isla de León. Es wurde beschlossen, anfangs 12.000 nach Tarifa einzuschiffen, während General Zayas eine Brücke von der Löweninsel über den Rio de Santi-Petri-Fluss vorbereitete und einen Ablenkungsangriff führen sollte. Eine spanische Division unter General Francisco Ballesteros sollte gleichzeitig gegen Sevilla marschieren, ein Aufstand gegen die französische Besatzung wurde im Gebirge von Ronda vorbereitet. Die Engländer und Spanier hatten sich am 21. in der Bai eingeschifft, sie konnten aber erst am 22. absegeln. Am 23. Februar landeten 8000 Spanier und Grahams Division mit 4000 Mann in Algeciras, unterstützt durch   vier Schwadronen unter Oberst Whittingham.
Victor gruppierte sofort 10.700 Mann seiner Truppen in die Ebene zwischen der Stadt Chiclana und den Barrosa-Hügel (Cero de Puerco) um. Vom 17. bis 21. Februar in Cadiz eingeschifft, landeten die Truppen am 23. Februar in Algeciras und vereinigten sich am 28. mit 6500 Spaniern, worunter 500 Reiter, welche mit den Deutschen eine Brigade unter Wittingham bildeten. Bis zum 27. Februar wurden weitere 8000 Mann, zwei spanische Divisionen unter General Lardizábal und dem Prinzen von Anglona angelandet.
Weiteren spanischen Kräften, Freischärlern unter General Begines, war befohlen worden, sich im Gebirge Rondas zu erheben und Medina Sidonia zu bedrohen. General Cassagne, Kommandant an der linken Heeresflanke Victors, wurde mit drei Infanterie-Bataillonen und einem Kavallerie-Regiment verstärkt.
Am 1. März brach die gesammelte anglo-spanische Expedition zum Marsch in Richtung Medina Sidonia auf und wurden am folgenden Tage um 6000 Spanier verstärkt. Die Verbündeten marschierten in Richtung der Hauptstellungen der Franzosen nach Chiclana. Zwei weitere französische Divisionen, unter den Befehl der Generäle Ruffin und Leval, wurden aufgefordert, sich in der dichten Wald von Chiclana zu verbergen und gegen die Flanke der Alliierten anzugreifen.
Die Straße von Chiclana nach Cadiz verlief zwischen einer sumpfigen Niederung und einem Pinienwald, hier blockierte die Division Villatte (2.500 Mann) weiterhin die Straße nach Cadiz, zwei andere Divisionen unter Ruffin (3.500 Mann) und Leval (3.800 Mann) hatten einen überraschenden Flankenangriff gegen die aufgeklärten Feindkräfte durchzuführen, etwa 3.100 Mann waren zur Verstärkung nach Medina Sidonia detachiert. Nach einem Nachtmarsch erreichte die Spanier unter La Pena am Morgen des 2. März die Höhen vor Casas Viejas. La Penas Vorhut stürmte die Höhen von Casa Viejas. Er hatte 12.000 Mann, 800 Reiter und 24 Kanonen.
Am 3. März startete General Zayas von der Isle de Leon seinen Angriff über die am Rio de Santi-Petri-Fluss geschlagene Pontonbrücke, um einen Brückenkopf vor der Ankunft der Hauptmacht in die Hände zu bekommen. Victor konnte die Besatzung vor Cadiz (etwa 13.000 Mann) nicht komplett abzuziehen, um in einen effektiven Angriff gegen den Brückenkopf zu starten. Mit Hilfe von Zayas Truppen, durch eine Brigade der Division des Prinzen von Anglona verstärkt, wurden Villattes Truppen zur Almanza Bucht abgedrängt. Am 4. März waren erste spanische Streiftruppen in Richtung auf Chiclana vorgegangen und hatten den Hügel von Barrosa erreicht. Die Briten marschierten derweil von der Höhe von Barrosa gegen jene von Bermeja vor, sie kamen durch dichteres Gehölz, als die rechte Flanke zwei feindliche Divisionen gewahrte, welche die Höhe erstiegen hatte. Nach einer weiteren Nachtmarsch erreichten die Alliierten am 5. März den Hügel Cerro del Puerco südöstlich von Barrosa.

## Die Schlacht

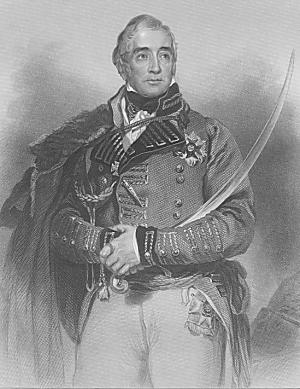
Porträt von Thomas Graham von Alexander M. Delavoye

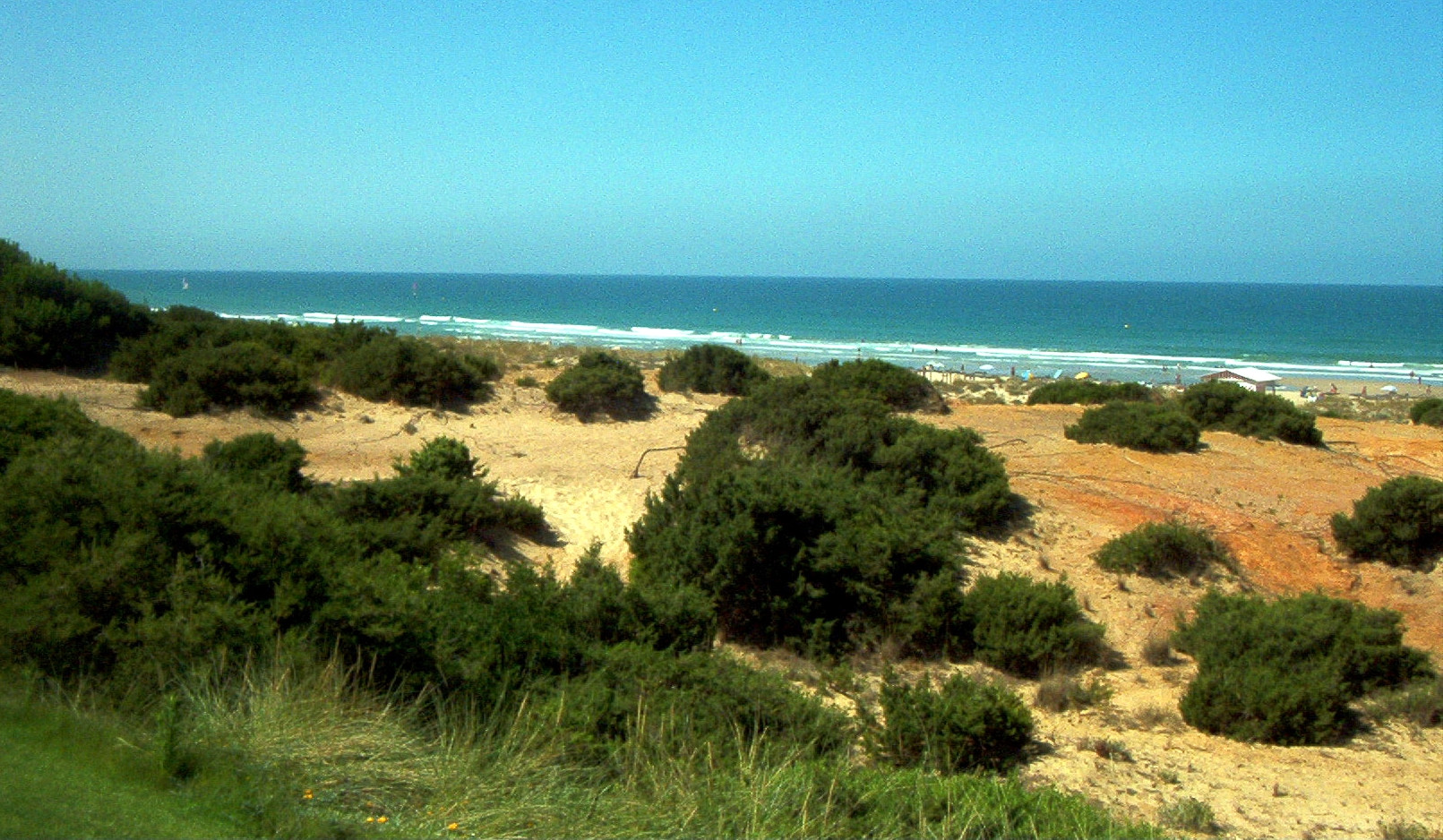
Küstenstrand bei Barrosa

In der Nacht vom 4. auf den 5. März hatte La Peña beabsichtigt, die Küstenstraße, die von Conil über das Dorf Barrosa nach Bermeja zur Halbinsel führte, zu erreichen. In der Dunkelheit hatte die Armee das Ziel verfehlt und verbrachte unnötige Zeit beim Schwenk über Chiclana. In der Morgendämmerung erkannten die Spanier die falschen Marschdisposition und versuchten, quer durchs Land über Barrosa die Küste zu erreichen. Die Straße nach Càdiz und San Fernando führte zwischen einer Sumpflandschaft und einem Pinienwald und war daher für Angriffe schwer zugänglich.
Die Spanier besetzten notdürftig die südlichen Hänge des Cerro del Puerco und gingen nördlich in den Wald vor. Die Anwesenheit der Division Villatte, welche den Weitermarsch nach Cadiz versperrte, zwang La Pena zur Teilung seiner Truppen. Die Kavallerie-Brigade mit 540 Reitern unter Whittingham übernahm die Sicherung am Küstenabschnitt. Die anglo-portugiesische Division blieb östlich des Cerro del Puerco zurück, um den rechten Flügel der Verbündeten zu deckten. General La Pena begnügte sich vorerst damit, mit seiner Division Lardizabal (3.000 Mann und 206 Reiter) die Franzosen unter Villatte anzugreifen. Die fünf Bataillone der Avantgarde wurden von den Franzosen aber abgewiesen, La Peña verstärkte die Linie mit der nachkommenden Division unter dem Prinzen von Anglona. Die Franzosen hatten in diesem Teilgefecht 337 Verletzte, blieben aber trotz der spanischen Übermacht ungeschlagen, zusätzlich hatte auch General Zayas aus seinen Brückenkopf her Angriffe gegen die rechte Flanke von Villatte angesetzt. Die Kavallerieabteilung unter Whittingham, nur bestehend aus dem zweiten Husarenregiment der Kings German Legion versuchte notdürftig, den Durchbruch französischen Dragoner an der Küstenstraße zu stoppen. Wittingham hielt die Hälfte seiner deutschen Reiterei zu lange zurück, obgleich ihm noch zusätzlich drei spanische Schwadronen zur Verfügung standen.
Gegen Mittag rückten Grahams Truppen über einen Waldweg, der parallel zur Küste lief, zu einem Pinienwald vor, wo sich dann die Hauptkämpfe entwickelten. Die französischen Hauptkräfte lagen am Abschnitt "Pinar de los franceces" konzentriert, eine Stellung, die etwa 15 Kilometer östlich vom Strand von Barrosa verlief. Während die Division Leval (3.800 Mann) in die Pinienwälder einrückte und auf die Briten traf, hatte die französische Division Ruffin die Höhen von Barrosa besetzt und mit Artillerie gesichert. Victor reagierte sofort und befahl gegen 12.30 Uhr den französischen Gegenangriff. Das britische Vorhutbataillon, 536 Mann unter Oberst Brown war erst 30 Minuten am Hügel, als es von sechs französischen Bataillonen angegriffen wurde.
Die Situation änderte sich bald. Nachdem spanische Guerillas General Graham vor der noch nicht aufgeklärten Anwesenheit der Division Ruffin auf seiner rechten Flanke und Rücken gewarnt hatten, befahl er nach kurzer Überlegung, den weiteren Angriff selbst zu führen. Unter Deckung eines heftigen Kartätschenfeuers schwenkte seine Division aus dem Wald heraus nach rechts um. Wheatleys Brigade (2.656 Mann) sollte Levals Division im Pinienwald attackieren, während die rechte Brigade Dilkes (1.897 Mann) den Hügel von Barrosa stürmen sollte, dazwischen deckten 10 Geschütze den Angriff. Die Briten verfügten über etwa 5.000 Mann, während Leval und Ruffin zusammen 6.800 Mann einsetzen konnten. Das Geplänkel der leichten Truppen begann unverzüglich, und unter dem Schutze derselben rückte General Dilkes vor. Die Franzosen hielten den ersten Anfall noch standhaft aus, das in Zweierreihen wirksamere britische Salvenfeuer drängte aber die Franzosen vom Hügel. Die Schwadron des Rittmeister von dem Bussche warf überlegene feindliche Dragoner zurück, fing ihren Anführer und nahm zwei Kanonen. Die Franzosen hielten jedoch den Kamm des Gebirges, bis zwei Grenadierbataillone als Verstärkung heran waren.
Oberst Wheatleys Brigade (2.656 Mann) traf im Pinienwald zuerst auf das französische 8. und 54. Linienregiment und ging mit dem irischen 87. Füsilier-Regiment zum Gegenangriff über. Bei Campano angegriffen, erlitt das Gros der Division Leval mit 1.400 Mann eine Niederlage. Das dezimierte französische 8. Linienregiment bestand nur noch aus 25 Offizieren und 867 Mann, es hatte rund 50 Prozent Verluste und verlor seinen Adler, der von britischen Truppen unter Sergeant Patrick Masterson erbeutet wurde. Neben dem Regimentschef Oberst Autié, der gefallen war, geriet der Bataillonschef Vigo-Roussillon in Gefangenschaft. Im Laufe des Kampfes hatte sich General La Pena standhaft geweigert, seine anglo-portugiesischen Verbündeten durch seine noch nicht im Kampf stehenden Reserven zu unterstützen. Sogar General Zayas drängte wiederholt, Grahams Truppen zu unterstützen, aber La Pena hatte jedes Mal die Erlaubnis verweigert.
Die Division Villatte, die der spanischen Division Lardizabal bisher siegreich standhielt, musste sich jetzt ebenfalls zurückziehen, um nicht überflügelt zu werden. Das Treffen, von den Franzosen nach der Stadt Chiclana, von den Spaniern aber nach dem Flecken Barrosa benannt, endete nachmittags gegen drei Uhr.

## Folgen

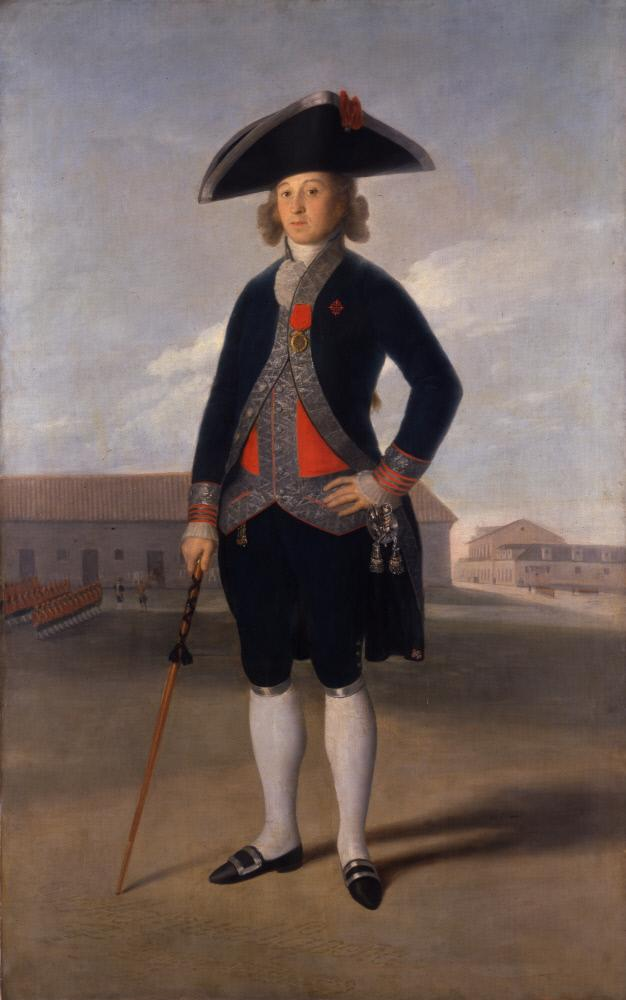
Der spanische Armeeführer Manuel La Pena

General Graham wollte nicht länger unter La Penas Befehl stehen und zog sich mit seinen Truppen wenige Stunden nach dem Gefechte über die Insel Leon auf Cadiz zurück. Die Briten verloren etwa 1.240 Mann, darunter auch portugiesische und deutsche Soldaten. Es gab 210 Tote, 1.037 Verwundete (Briten/Portugiesen) und 390 Verwundete, 3 Kanonen, 703 Gefangene, 3 Obristen dazu 100 Offiziere. Die Spanier hatten davon etwa 300–400 Opfer erlitten.
Die französischen Verluste betrugen 2.380 Mann 244 Tote, 1.684 Verwundete, 134 Vermisste und 5 Kanonen. 429 Gefangene, 6 Geschütze und 1 Adler fiel in feindliche Hand. Unter den Verwundeten befand sich General Roussau und Oberst Autié; unter den Gefangenen auch der Divisionsgeneral Ruffin, der später auf dem Kriegsschiff Gorgone seinen Wunden erlag.
La Pena verweilte noch einige Tage auf den Höhen von Vermeja, dann zogen sich die Spanier wieder über das Eiland zurück. Die spanischen Truppen die auf Cadiz zurückgingen, überquerten hinter Grahams Truppen die Isla de León, die Brücke über den San Pedro wurde von der Nachhut zerstört. Andere Teile zogen über Medina-Sidonia auf Ronda ab.
Marschall Victor hatte es geschafft, seine Truppen in Chiclana neu zu ordnen, die Franzosen verschanzten sich dort bis 6. März, es gelang den Franzosen den Belagerungsring um Cadiz wieder zu schließen. Am 8. März, drei Tage nach der Schlacht hatte Victor die Belagerung von Cadiz wieder erneuert, welche erst nach 18 Monaten am 24. August 1812 infolge der Schlacht von Salamanca abgebrochen werden musste. Badajoz ergab sich am 10. März 1811 den Franzosen, und Soult marschierte sofort in das Gebiet von Sevilla, um die Belagerung von Cádiz zu unterstützen und eine Wiederholung der Taktik, die zu Barrosa geführt hatte, zu verhindern.